# Klaus Friedrich (Werkstoffwissenschaftler)

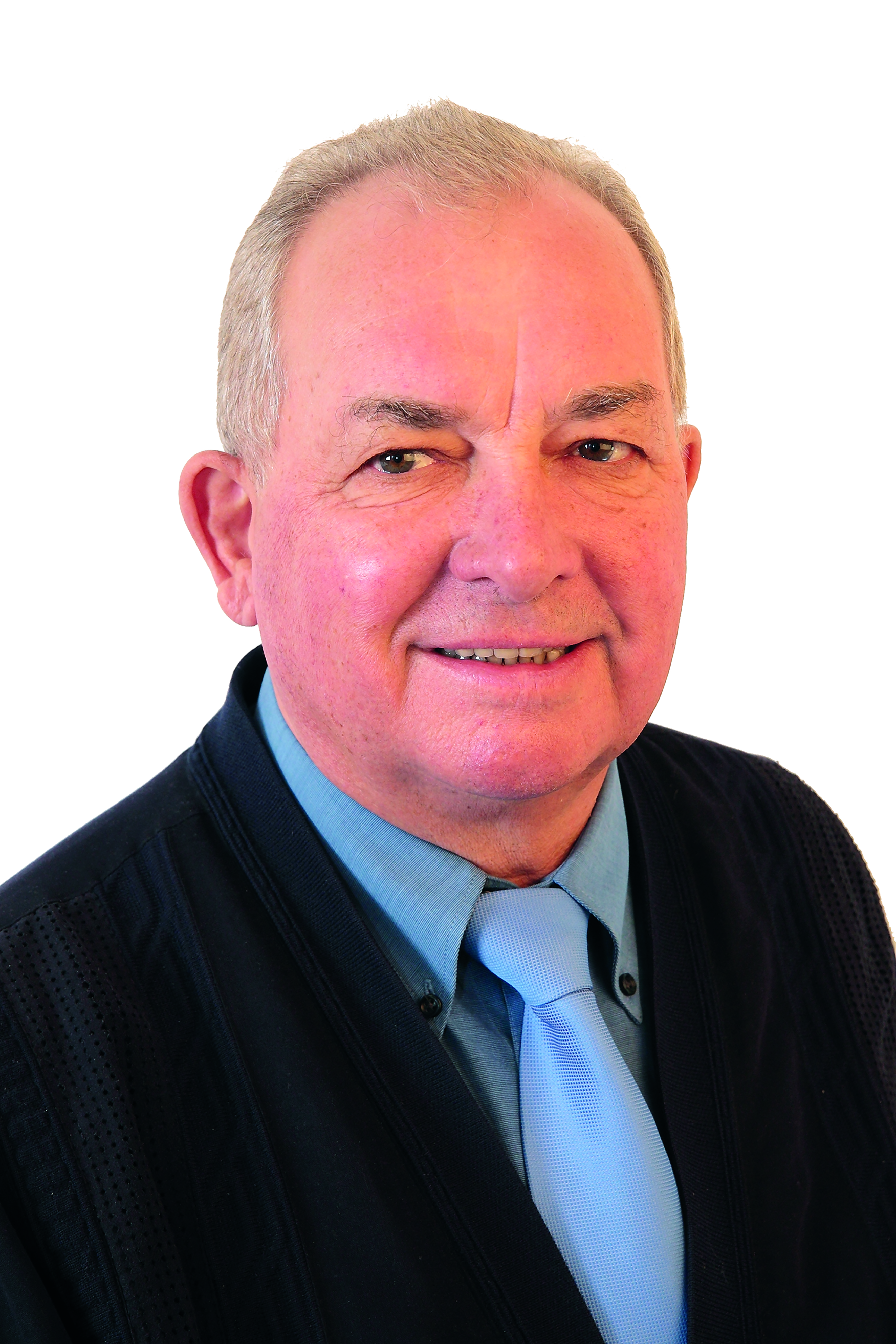
Prof. Dr.-Ing. Dr. h. c. mult. Klaus Friedrich

Klaus Friedrich (* 22. Januar 1945; † 29. Mai 2021) war ein deutscher Werkstoffwissenschaftler.

## Leben
Klaus Friedrich studierte Maschinenbau an der Fachhochschule Dortmund und an der Ruhr-Universität Bochum, wo er auch promovierte. Von 1982 bis 1990 war er Leiter des Arbeitsbereichs Kunststoffe/Verbundwerkstoffe der Technischen Universität Hamburg.
Im August 1990 wurde er Forschungsdirektor für Werkstoffwissenschaft am damals ganz neu gegründeten Institut für Verbundwerkstoffe an der Universität Kaiserslautern. Seine herausragenden wissenschaftlichen Leistungen auf dem Gebiet der Faserverbundwerkstoffe sind weltweit bekannt und gefragt. Mehr als 900 Arbeiten in referierten Zeitschriften und Büchern haben ihn in der Stanford-Rangliste zu einem der international meist zitierten Wissenschaftler gemacht, darunter "Friction and Wear of Polymer Composites", "Application of Fracture Mechanics to Composite Materials", "Advances in Composites Tribology", "Multifunctionality of Polymer Composites" und "Structure and Properties of Additive Manufactured Polymer Components".
Er war u. a. aktiv in der Alexander von Humboldt-Stiftung, der Deutschen Forschungsgemeinschaft, der Deutschen Gesellschaft für Materialkunde und hochkarätigen Gutachtergremien in Australien, Belgien, Hongkong, Neuseeland, Russland, Schweiz und Südafrika. Drei Ehrenprofessuren (Zhongshan University Guangzhou, University of Science and Technology of China, Wuhan University of Technology) und zwei Ehrendoktorwürden der Budapest University of Technology and Economics sowie vom V.A. Belyi Metal Polymer Research Institute of National Academy of Sciences of Belarus, Innovationspreise und Patente zeichneten seine Exzellenz aus. 2005 wurde Friedrich als „World Fellow“ des International Committee on Composite Materials ausgezeichnet. Auch nach seiner Emeritierung 2006 brachte er die Werkstoffwissenschaften durch die Publikation wissenschaftlicher Paper und Bücher weiter voran.

## Judosport
Klaus Friedrich schiedste in den 80er und 90er Jahren neben vielen internationalen Turnieren auch Europameisterschaften, die Weltmeisterschaften 1987 und 1989 in Essen und Belgrad sowie die Olympischen Spiele 1988 in Seoul. 1996 in Atlanta und 2000 in Sydney wurde er als Kampfrichter bei den Paralympics eingesetzt. In seiner aktiven Zeit war er der erfolgreichste Kampfrichter Deutschlands.
Über viele Jahre war er ebenso Mitglied der Kampfrichterkommission des Deutschen Judo-Bundes (DJB) und bildete zahlreiche Kampfrichter aus. Er war einer der Hauptverantwortlichen für die positive Entwicklung des Kampfrichterwesens im DJB. Viele seiner Schützlinge waren später international erfolgreich und sind heute in führenden Funktionen beim DJB tätig.

## Auszeichnungen
- 2021: Medal of Excellence in Composite Materials[4]
- 2009: Doktor honoris causa (Dr. h. c.)  vom V.A. Belyi Metal-Polymer Research Institute der Nationalen Akademie der Wissenschaften von Belarus, Gomel
- 2007: Fellow der Japanischen Gesellschaft zur Förderung der Wissenschaft
- 2006/2007:  Internationales Professorenstipendium des Australian Research Council, Sydney, Australien
- 2006: Innovationspreis des Landes Rheinland-Pfalz
- 2005: Ehrengastprofessur der Wuhan-Universität für Technologie, Wuhan, China
- 2005: World Fellow des Int. Committee on Composite Materials (ICCM)
- 2004: Ehrengastprofessur der Universität für Wissenschaft und Technologie von China, Hefei, China
- 2001: Doktor honoris causa (Dr. h. c.) von der Technischen und Wirtschaftswissenschaftlichen Universität Budapest, Ungarn
- 1996: Innovationspreis des Landes Rheinland-Pfalz
- 1994: Ehrengastprofessur der Zhongshan Universität, Guangzhou, China
- 1990: Feodor Lynen-Stipendiat der Alexander von Humboldt-Stiftung
- 1988: Fellow der Japanischen Gesellschaft zur Förderung der Wissenschaft